# Vegavis iaai
Vegavis iaai je druh pravěkého ptáka, možná nejstaršího známého vrubozobého ptáka, resp. praptáka z příbuzenstva tohoto řádu. Žil v období nejpozdnější křídy na území dnešní Antarktidy.

## Popis
Fosilie tohoto praptáka pocházejí z období nejpozdnější křídy, když žil na území Antarktidy v době před 69 až 68 miliony let, tj. z doby, kdy na Zemi ještě žili poslední „neptačí“ dinosauři. Je poměrně blízce příbuzný dnešním kachnám a husám. Jak ukázala studie z roku 2017, klad Vegaviidae dokonce přečkal velké vymírání na konci křídy před 66 miliony let a přežil do paleocénu. Vegavis dosahoval přibližně velikosti současné slepice.

## Objev
Fosilie druhu Vegavis iaai byla nalezena na ostrově Vega v Antarktidě v roce 1993, ale byla formálně popsána až v roce 2005, protože dalo značnou práci složit veškeré úlomky fosilních kostí. Pojmenována byla podle ostrova, kde byla nalezena, a podle Instituto Antártico Argentino (IAA), jejíž expedice zkamenělinu našla. Holotyp nese označení MLP 93-I-3-1 a je uložen v instituci Museo de La Plata v Argentině.